# Eupithecia intricata
Eupithecia intricata là một loài bướm đêm thuộc họ Geometridae. Loài này được tìm thấy ở châu Âu và Bắc Mỹ.

Sâu bướm của phụ loài Eupithecia intricata taylorata

Sải cánh dài 20–24 mm. Chiều dài cánh trước là 12–13 mm. Con trưởng thành bay làm một đợt từ tháng 5 đến tháng 6. .
Sâu bướm loài này ăn Cupressus và Juniperus.

## Phụ loài
There are two regognised subspecies:
- Eupithecia intricata arceuthata
- Eupithecia intricata taylorata

## Hình ảnh

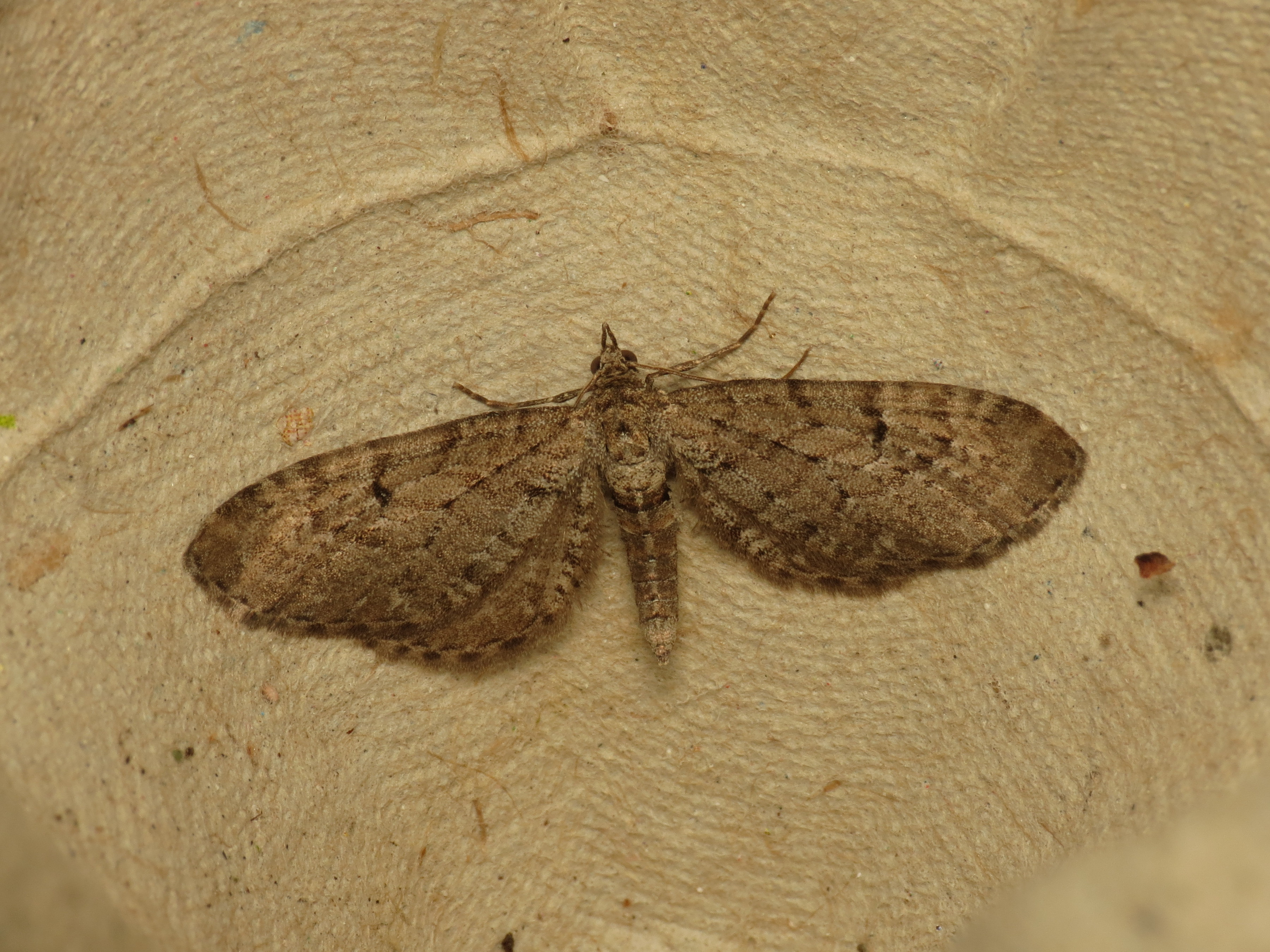
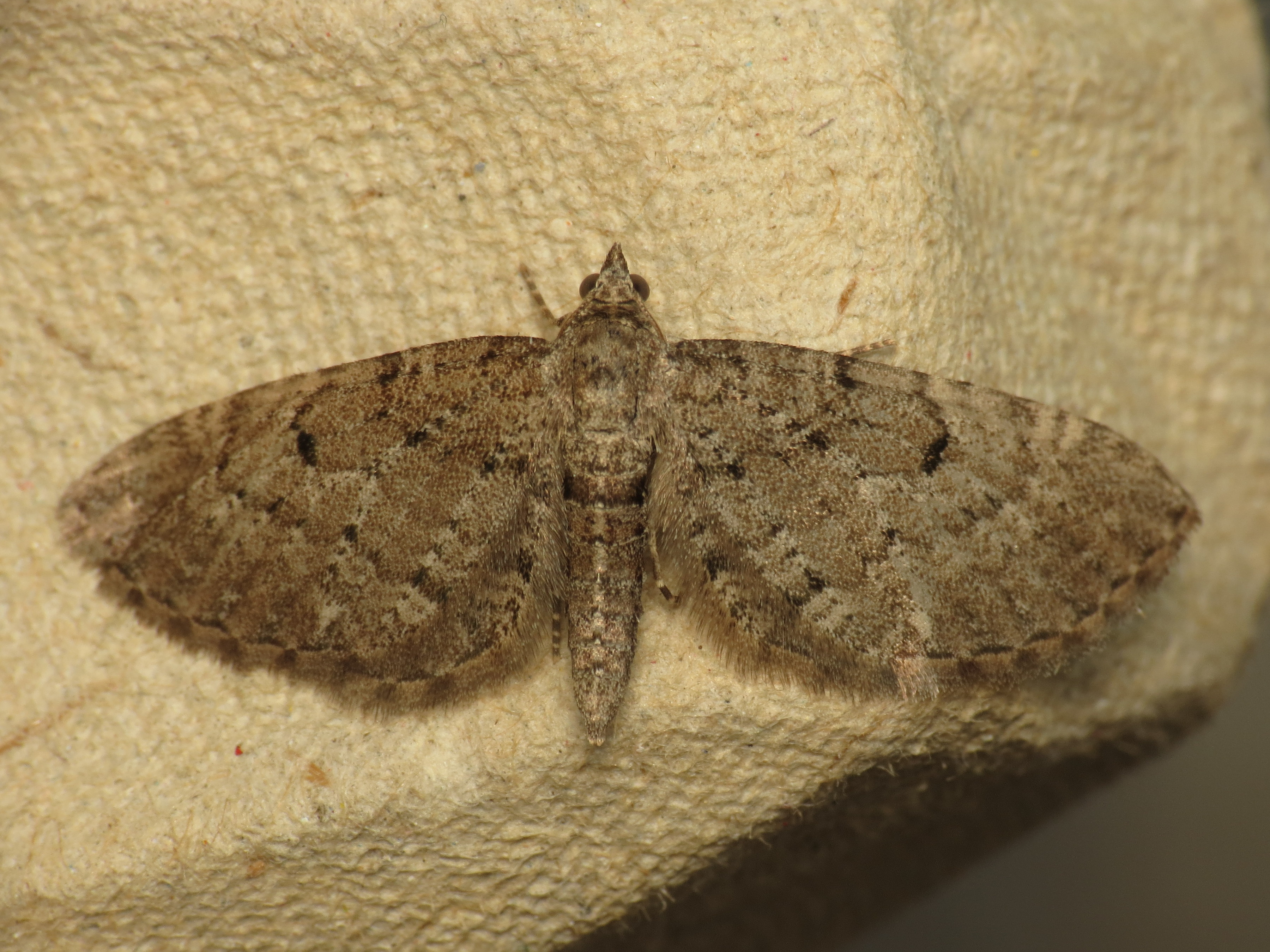
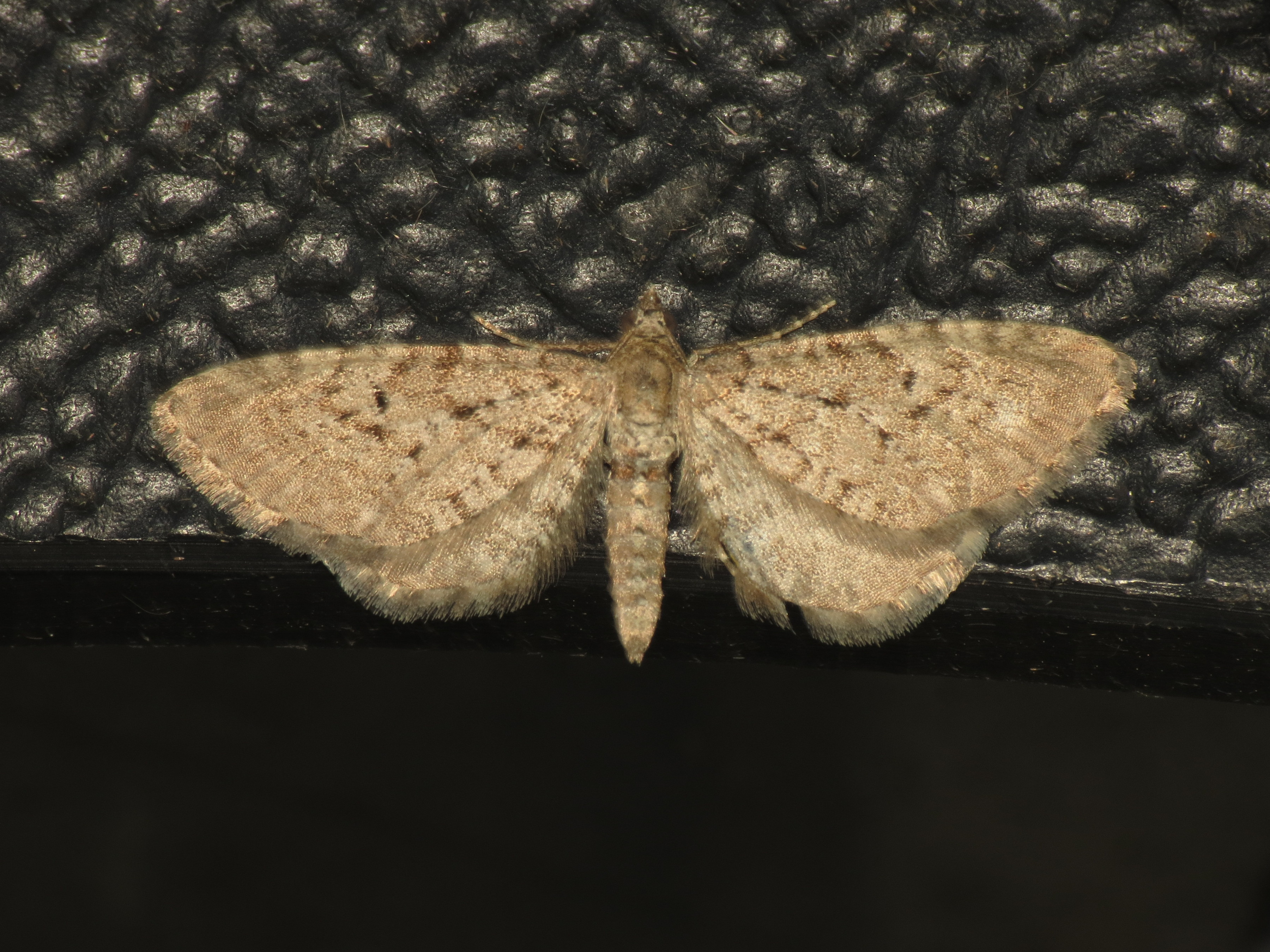
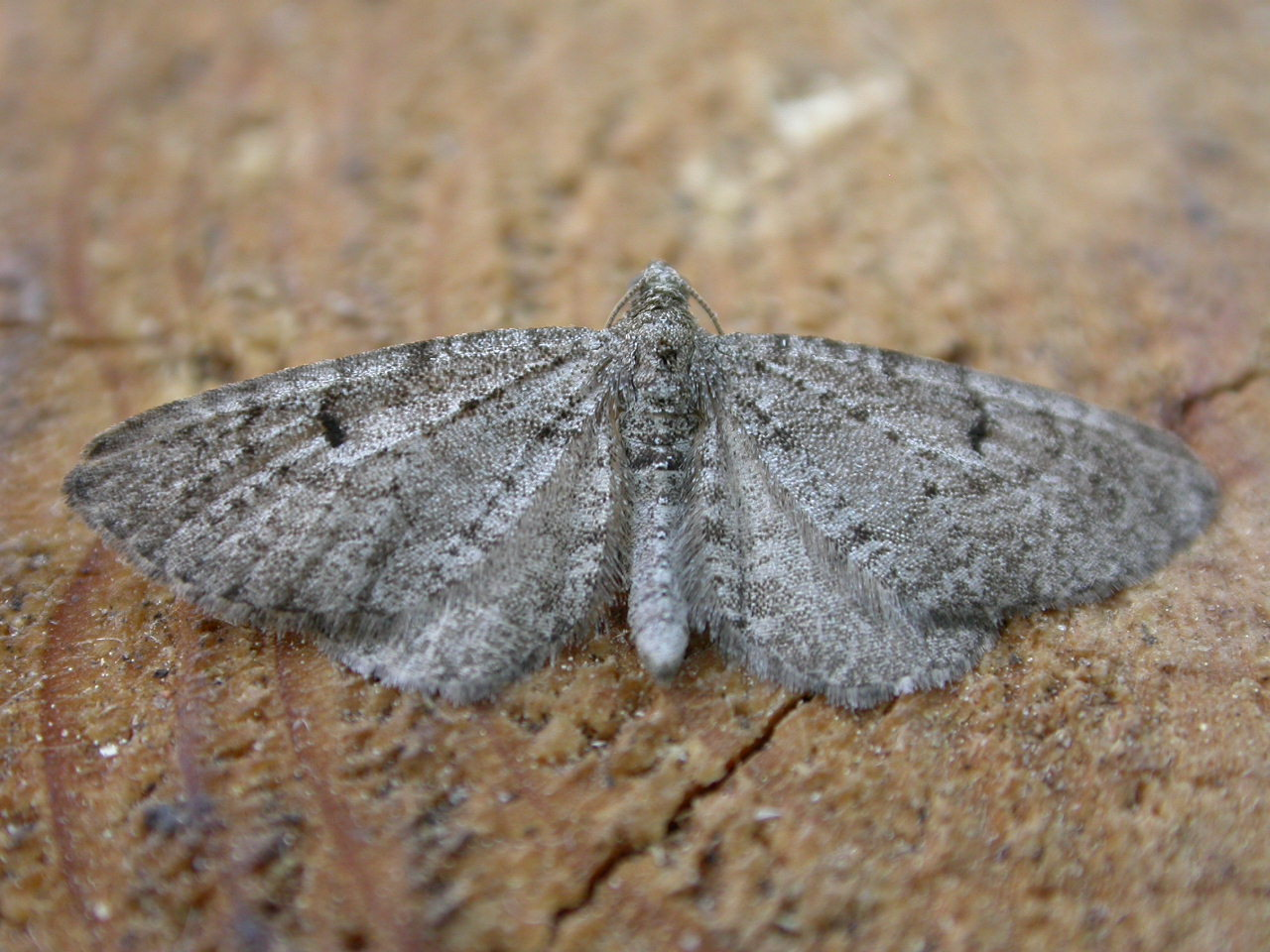